# N-642
La N-642 es una carretera nacional de corto trazado, apenas 50 km. Nace en la aldea de Porto da Abaixo en Ribadeo (Galicia), justo en el límite con Asturias, en un cruce con la N-640 cerca de Vegadeo. Sube en paralelo a la Ría de Ribadeo, alcanzando esta localidad a unos 10 km tras un sinuoso pero apreciado recorrido. 
Desde esta localidad, coincide con la N-634 hasta un cruce a la salida de la localidad de Barreiros (km.25), donde se separa de nuevo, tomando la dirección hacia Foz .
En los últimos años se ha reforzado y ampliado el firme, así como se han hecho las variantes de Foz y Burela, necesarias por el volumen de tráfico que soporta la carretera, vía principal de comunicación de la Mariña lucense.
Al llegar a la localidad de San Cibrao (km.55), se encuentra una intersección en la que la N-642 gira a la derecha para llegar al puerto de la factoría de Alúmina-Aluminio, motivo por el cual esta carretera pertenece a la red estatal de carreteras. La carretera que da continuidad a la N-642 desde la intersección de San Cibrao se denomina LU-862, con competencias asumidas por la Junta de Galicia
- Datos: Q6036755